# 二甲基马来酸酐
二甲基马来酸酐是一种有机化合物，化学式为(CH
3)
2C
2(CO)
2O。它可由马来酸酐和2-氨基吡啶、乙酸在118 °C反应，再和4 N硫酸于100 °C反应得到。它可以用于制备聚合物。